# Bosco Mesola
Bosco Mesola (Bòsch nel dialetto locale) è una frazione italiana del comune di Mesola nella provincia di Ferrara. Posto a circa -1 m s.l.m., spesso questo paese è conosciuto con il diminutivo di Bosco. Fino agli anni cinquanta del secolo scorso il paese era individuato sulle carte con il toponimo di S. Maria in Bosco. Sulle carte del XVIII secolo e XIX secolo il toponimo era S. Maria in Saltu.

## Geografia fisica

### Territorio
Bosco Mesola è situato nel Delta del Po in Provincia di Ferrara. Il suo territorio interamente pianeggiante è posto in gran parte sotto il livello del mare, e sono ancora visibili i cordoni dunosi che rappresentano antiche linee di costa, in particolare nella Riserva naturale Bosco della Mesola.
Il paese si trova a nord dell'ex ramo del Po denominato Po di Volano e a sud del ramo deltizio Po di Goro, che rappresenta il confine fra Veneto ed Emilia-Romagna, oltre che il confine del Comune di Mesola. Il territorio, un tempo in gran parte vallivo, è stato oggetto di vari interventi di bonifica. Prima gli Estensi nel XVI secolo, poi la Società Bonifiche Terreni Ferraresi nella seconda metà dell'Ottocento e da ultimo l'Ente Delta Padano hanno realizzato una grande opera fatta di canali, chiaviche e idrovore a cui viene affidato il quotidiano governo delle acque.
Sono presenti dei fortini risalenti alla Seconda guerra mondiale.

### Clima
La stazione meteorologica più vicina è quella di Codigoro. 
In base alla media trentennale di riferimento 1961-1990, la temperatura media del mese più freddo, gennaio, si attesta a +2,1 °C; quella del mese più caldo, luglio, è di +23,5 °C.
- Classificazione climatica: zona E, 2269 GR/G

## Monumenti e luoghi d'interesse
- Chiesa della Beata Vergine del Rosario

## Economia
Bosco Mesola ha sviluppato una importante attività agricola, in particolare nel settore delle coltivazioni orticole e nel vivaismo. Di particolare importanza è la produzione del radicchio.
Sono presenti numerose attività artigianali legate in particolar modo all'attività edilizia. Recentemente, vista la vicinanza con il Porto di Goro, sul territorio, si sono insediate numerose attività di lavorazione dei mitili ed in generale dei prodotti della pesca e molti sono dediti alla pesca della vongola nella vicina sacca.

## Infrastrutture e trasporti

### Strade
- Strada statale 309 Romea
- Strada provinciale 27 Bosco Mesola-Goro